# Distoleon longicornis
Distoleon longicornis là một loài côn trùng trong họ Myrmeleontidae thuộc bộ Neuroptera. Loài này được Brauer miêu tả năm 1865.